# Pangonius mauritanus
Pangonius mauritanus is een vliegensoort uit de familie van de dazen (Tabanidae). De wetenschappelijke naam is gepubliceerd in 1767 door Linnaeus.